# Tapeinosperma acutangulum
Tapeinosperma acutangulum är en viveväxtart som beskrevs av Carl Christian Mez. Tapeinosperma acutangulum ingår i släktet Tapeinosperma och familjen viveväxter. Inga underarter finns listade i Catalogue of Life.